# Bovan
Bovan (serbisch Бован) ist ein Ort in der serbischen Gemeinde Kruševac.
Der Ort hat 179 Einwohner (Zensus 2002).